# Love Games
Love Games is een nummer van de  Britse new waveband Level 42. Het werd in maart 1981 op single uitgebracht en is de eerste single van hun titelloze debuutalbum.

## Achtergrond
De plaat werd alleen in het Verenigd Koninkrijk en het Nederlandse taalgebied een hit. In thuisland het Verenigd Koninkrijk bereikte de plaat een bescheiden 38e positie in de UK Singles Chart. 
In Nederland was de plaat op vrijdag 30 oktober 1981 Veronica Alarmschijf op Hilversum 3 en werd een grote hit in de destijds drie landelijke hitlijsten op de nationale publieke popzender. De plaat bereikte de 7e positie in zowel de Nederlandse Top 40 als de TROS Top 50. In de Nationale Hitparade werd de 4e positie bereikt. In de Europese hitlijst op Hilversum 3, de TROS Europarade, werd géén notering behaald.
In België bereikte de plaat de 15e positie in zowel de voorloper van de Vlaamse Ultratop 50 als de Vlaamse Radio 2 Top 30. In Wallonië werd géén notering behaald.

## NPO Radio 2 Top 2000
| Nummer met noteringen in de NPO Radio 2 Top 2000 | '99 | '00  | '01 | '02 | '03  | '04  | '05  | '06  | '07  | '08  | '09  | '10  | '11  | '12  | '13  | '14  | '15  | '16  | '17  | '18  | '19 | '20  | '21  |
| ------------------------------------------------ | --- | ---- | --- | --- | ---- | ---- | ---- | ---- | ---- | ---- | ---- | ---- | ---- | ---- | ---- | ---- | ---- | ---- | ---- | ---- | --- | ---- | ---- |
| Love Games                                       | 596 | 1449 | 501 | 997 | 1172 | 1810 | 1674 | 1741 | 1767 | 1562 | 1783 | 1701 | 1787 | 1712 | 1815 | 1256 | 1638 | 1683 | 1667 | 1956 | -   | 1992 | 1957 |

1. ↑  Een '-' betekent dat het nummer niet was genoteerd en een vetgedrukt getal geeft de hoogste notering aan.
2. ↑  Deze tabel is bijgewerkt tot en met de laatste editie (2024).